# Sommer mit den Burggespenstern
Der Kinderfilm Sommer mit den Burggespenstern (Summer with the Ghosts) ist eine kanadisch-österreichische Co-Produktion aus dem Jahr 2003.

## Handlung

### Thematik
Die neunjährige Caroline aus Kanada besucht ihren Vater bei Dreharbeiten auf einem Schloss in Österreich. Dort lernt sie den gleichaltrigen Jakob kennen. Dieser zeigt ihr, dass es auf dem Schloss spukt. Gemeinsam erleben sie daraufhin viele Abenteuer mit den Geistern.

### Einleitung
Die neunjährige Caroline fliegt alleine erster Klasse von Kanada nach Österreich. Ihr Vater ist Produzent und dreht mit seiner kanadischen Filmcrew zurzeit einen Film auf einem Schloss in Österreich. Carolines Eltern sind beide beruflich sehr beschäftigt. Ihre Mutter macht zurzeit eine Tournee und kann sich nicht um sie kümmern.

### Hauptteil
Doch auch ihr Vater hat wenig Zeit für sie. Nur der alte Otto, der für die Spezial-Effekte beim Film zuständig ist, kümmert sich liebevoll um Caroline. Schließlich lernt Caroline Jakob kennen, einen gleichaltrigen österreichischen Jungen. Da Carolines Eltern aus Österreich ausgewandert sind, kann sie auch gut Deutsch sprechen, und so fällt die Verständigung unter den Kindern nicht schwer.
Jakob erzählt Caroline von den düsteren Geheimnissen des Schlosses. Dieses war im Mittelalter ein Nonnenkloster gewesen. Eine Gruppe lebenslustiger Nonnen hatte sich immer heimlich nachts am See getroffen, um zu tanzen. Als sie dabei entdeckt wurden, wurden sie lebendig eingemauert, und spuken seither im Schloss. Und auch andere Geister haben sich seitdem im Schloss angesiedelt. Caroline glaubt Jakob natürlich kein Wort, doch dieser führt sie nachts zu einem Geistertreffen. 
Doch auch die kanadische Filmcrew bekommt die Anwesenheit der Geister zu spüren. Denn die Filmarbeiten werden immer wieder durch merkwürdige Pannen gestört. Für diese wird der alte Otto verantwortlich gemacht. Der Toningenieur ist der Meinung, dass dieser zu alt für seinen Beruf sei und möchte ihn am liebsten loswerden.
Caroline und Jakob stellen die Geister zur Rede. Diese fühlen sich in ihrer Ruhe gestört, da sie tagsüber schlafen. Es gelingt ihnen aber mit Absprache der Kinder, die Filmcrew auf alternative Drehorte umzuleiten. Und so kann Otto zeigen, dass er seine Arbeit immer noch gut machen kann.
Daraufhin können Jakob und Caroline einige ungestörte Ferientage verbringen. Doch Jakobs Freunde sind eifersüchtig, weil dieser so viel Zeit mit Caroline verbringt. Und so trixen sie die beiden aus und sperren Jakob in einem Schuppen ein. Caroline denkt, dass Jakob sie versetzt hat und will nicht mehr mit ihm reden. Doch die Geistern können das Missverständnis aufklären.
Die Dreharbeiten gefährden schließlich die Geister, weil diese einen Hahn wegbringen, der die Dreharbeiten gestört hat. Dieser Hahn ist aber wichtig für die Geisternonnen, damit diese nachts rechtzeitig wieder zurückkommen, da sie kein Tageslicht vertragen. Und so können diesmal die Kinder den Geistern helfen. Sie finden den weggebrachten Hahn und nehmen sein Krähen auf. So haben sie einen elektronischen Ersatz für den Hahn.

### Schluss
Otto bedankt sich bei den Geisternonnen dafür, dass sie ihm geholfen haben. Da dieser so gut mit ihnen tanzt, beschließen diese, dass er für immer bei ihnen bleiben soll. Also wollen sie ihn umbringen, damit er auch ein Geist wird. Auch hier können Caroline und Jakob vermitteln, und so lassen sie ihn schließlich gehen mit dem Versprechen, dass er sie wieder besuchen kommt.
Die Dreharbeiten des Films sind abgeschlossen, und so heißt es Abschied nehmen. Otto bleibt noch auf dem Schloss, doch Caroline reist wieder zurück nach Kanada, nicht ohne auch Jakob fest zu versprechen, ihn wieder zu besuchen.

## Zusammenfassung

### Aufbau
Das zentrale Element des Films ist die Gegenüberstellung zwischen der „modernen weiten Welt“, und der „alten Welt“. Das kanadische Filmteam aus der Metropole, kommt in ein kleines überschaubares Dorf in Österreich. Symbolisiert wird dieser Konflikt durch die beiden Hauptfiguren Caroline und Jakob. Verstärkt wird der Konflikt durch die dritte Hauptfigur, den alten Otto. 

### Personen
Caroline ist ein neunjähriges Mädchen. Sie hat durch ihre Eltern sehr viel Geld, aber wenig Fürsorge von ihnen, da beide berufstätig sind und in ihren Beruf viel Zeit investieren. Dadurch ist Caroline meistens auf sich alleine gestellt und muss früh selbständig werden. Sie kennt sich in der großen weiten Welt aus, da sie schon oft zu ihren Eltern geflogen ist, die weltweit arbeiten. 
Jakob ist ein Junge, der in der überschaubaren Welt eines österreichischen Dorfes aufgewachsen ist. Die große technische Welt von Caroline ist ihm fremd. Dafür kennt er sich gut mit der Mystik und der Geisterwelt aus. 
Otto verkörpert das Bindeglied zwischen der alten und neuen Welt. Einerseits arbeitet er in einem Filmteam, andererseits arbeitet er noch mit Tricks, die in der heutigen Zeit veraltet zu sein scheinen.

## Kritiken
„Gruselig ist dieser Gespensterfilm wahrlich nicht, eher ein familiäres Vergnügen für kleine und große Zuschauer. Regisseur Bernd Neuburger zeigt aufgeweckte Kids in spannender Umgebung und erzählt eine Geschichte über Freundschaft und den Sieg der Fantasie selbst über die schönsten Special Effects der Filmemacherei. Eine beschwingte Komödie mit viel Liebe zum Detail.“
kino.de 
„Nicht auf das Gruselige sondern auf das Mystische und Magische setzt Regisseur Neuburger, weshalb keine schlaflosen Nächte zu fürchten sind. Das Spiel der jungen Darsteller wirkt ein wenig hölzern, einiges betulich. Die Synchronisation hinterließ aufgesetzte Spuren. Tschechische Kinderfilm-Vorbilder sind so nicht zu erreichen.“
OÖNachrichten vom 19. Dezember 2003
„Neben den Streichen und detektivischen Unternehmungen dürfen eine Prise Grusel und ein Hauch von erster Liebe in ‚Sommer mit den Burggespenstern‘ nicht fehlen. Um die Kids im Kino stets mit Kurzweiligem zu versorgen, greift der 1948 in Salzburg geborene Filmemacher Bernd Neuburger in der übersüßten Komödie beherzt zu albernen Späßen und kitschigen Gespenster-Tanzszenen am Seeufer.
Neuburger und die Drehbuchautorin Nadja Seelich, die zuvor bei den Kinderfilmen Jonathan und die Hexe, Ferien mit Silvester und Lisa und die Säbelzahntiger zusammenarbeiteten, sorgen nach bewährtem Muster dafür, dass die aufgeweckten Kinder die Erwachsenen mal wieder alt aussehen lassen.
So bleibt Carolines Vater merkwürdig blass und bei Jakob erinnert man sich gar nicht, ob er überhaupt Eltern hat. Leider verschenkt wird die wichtige Versöhnungsszene zwischen Caroline und Jakob, die sich nach einem schroffen Missverständnis wie durch ein Wunder wieder verstehen.
Die Musik von Zdenek Merta ist meist zweckdienlich, wirkt aber gerade in den Nachtszenen oft zu dick aufgetragen. Erscheint schon die Erzählweise altmodisch und das Drehbuch aufgrund etlicher Nebenhandlungen überladen, so dürfte auch die zu harmlose zentrale Mädchenfigur nicht eben viel Identifikationspotenzial entfalten.“
Prosieben 